# Ingrid Figur
Ingrid Eleonore Auguste Figur (* 1. Oktober 1936 in Berlin; † 15. Juli 2025; geboren als Ingrid Eleonore Auguste Manns) war eine deutsche Konzert- und Oratoriensängerin mit der Stimmlage Sopran.

## Wirken
Ingrid Figur studierte in ihrer Heimatstadt zuerst Germanistik, dann Schulmusik für das Höhere Lehramt. Schließlich folgte noch ein Gesangsstudium. Danach war sie als Lied- und Oratoriensängerin im In- und Ausland tätig.
1974 wurde sie Dozentin für Gesang an der Hochschule der Künste Berlin, dort von 1980 bis 1999 Professorin für Gesang. Ingrid Figur bildete viele inzwischen national wie international bekannte Sängerinnen und Sänger aus, darunter Claudia Barainsky, Merav Barnea, Stella Doufexis, Ursula Hesse, Gundula Hintz, Andrea Lang, Sebastian Noack, Christine Schäfer, Mojca Erdmann,  Stefanie Kunschke, Ilse-Christine Otto und Tim Severloh.
Besonders erwähnenswert ist ihre langjährige Mitarbeit und Mitgliedschaft bei der Internationalen Bachakademie Stuttgart. Ferner gab sie viele Meisterklassen im In- und Ausland.